# Guillaume Hulot
Pour les articles homonymes, voir Hulot.
Guillaume Hulot, né vers 1652 à Paris et mort après 1722, est un sculpteur baroque français.

## Biographie
Son œuvre principale est la sculpture architecturale de l’Arsenal de Berlin.

## Famille
- Jacques Hulot, maître sculpteur à Paris, membre de l'Académie de Saint-Luc où il avait été reçu le 8 mars 1655, marié à Marguerite Toret. Il est mort entre 1672 et 1682 ;
  - Philippe Hulot[1], admis à l'Académie de Saint-Luc le 1er août 1680. Il est vivant quand sa femme meurt le 7 janvier 1719. Dans l'acte de décès de 1719, il est qualifié de sculpteur du duc d'Orléans, ancien recteur de l'Académie de Saint-Luc et bourgeois de Paris :
    - Pierre Hulot, sculpteur,
    - Étienne Hulot, sculpteur ;

  - Guillaume Hulot, marié le 26 février 1685 avec Élisabeth Coustou, fille de François Coustou, sculpteur lyonnais, sœur de Nicolas Coustou et de Guillaume Coustou ;
  - Nicolas Hulot, sculpteur qui remporte le 2e prix de Rome en sculpture en 1676 et 1678.